# Gafarró gorjagroc
El gafarró gorjagroc (Crithagra flavigula) és un ocell de la família dels fringíl·lids (Fringillidae).

## Hàbitat i distribució
Habita zones obertes àrides amb arbres dispersos a les terres altes del centre d'Etiòpia.